# Taxiphyllum punctulatum
Taxiphyllum punctulatum är en bladmossart som beskrevs av Fleischer 1923. Taxiphyllum punctulatum ingår i släktet Taxiphyllum och familjen Hypnaceae. Inga underarter finns listade i Catalogue of Life.